# Wartburg

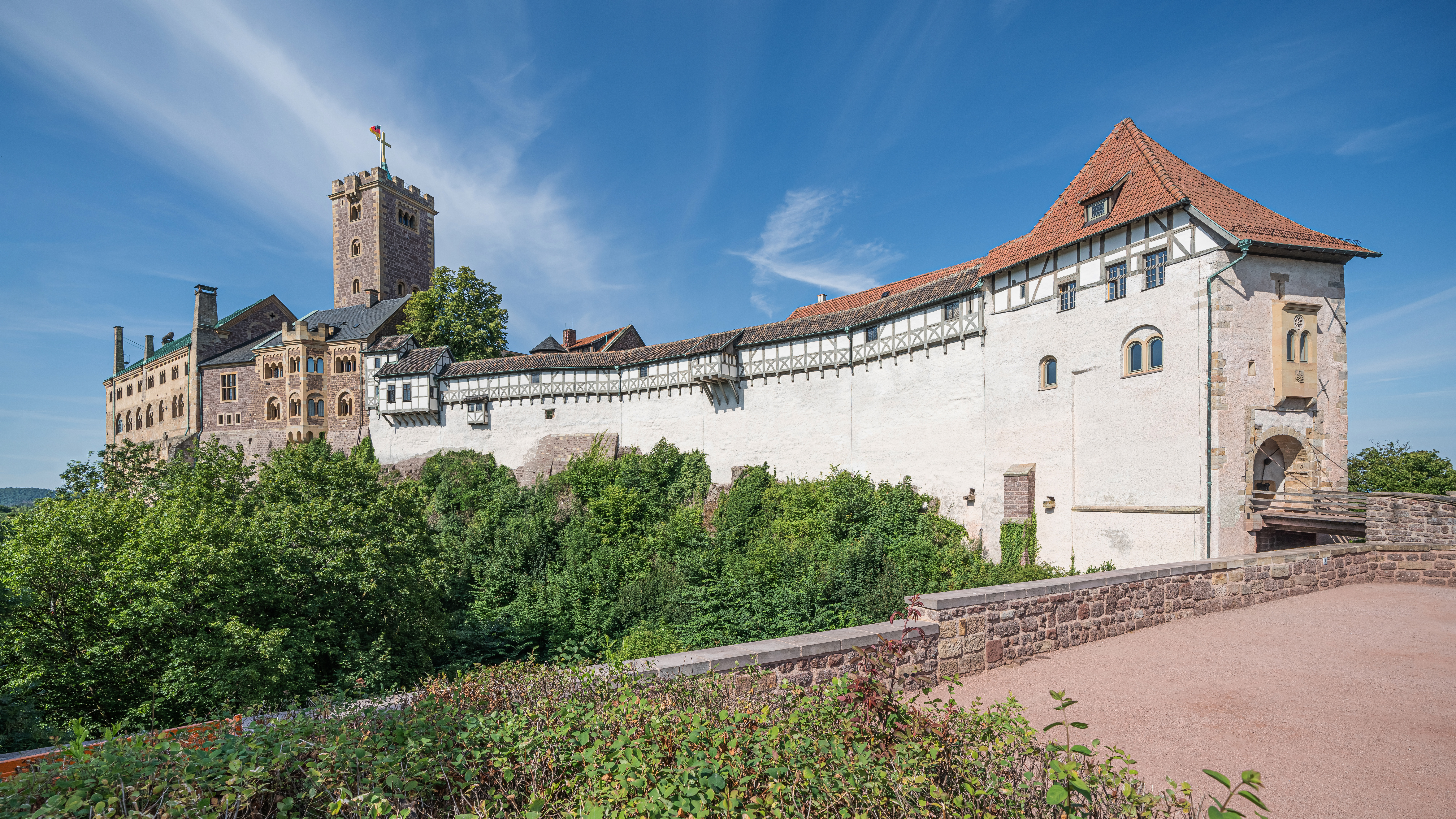
Castelul Wartburg

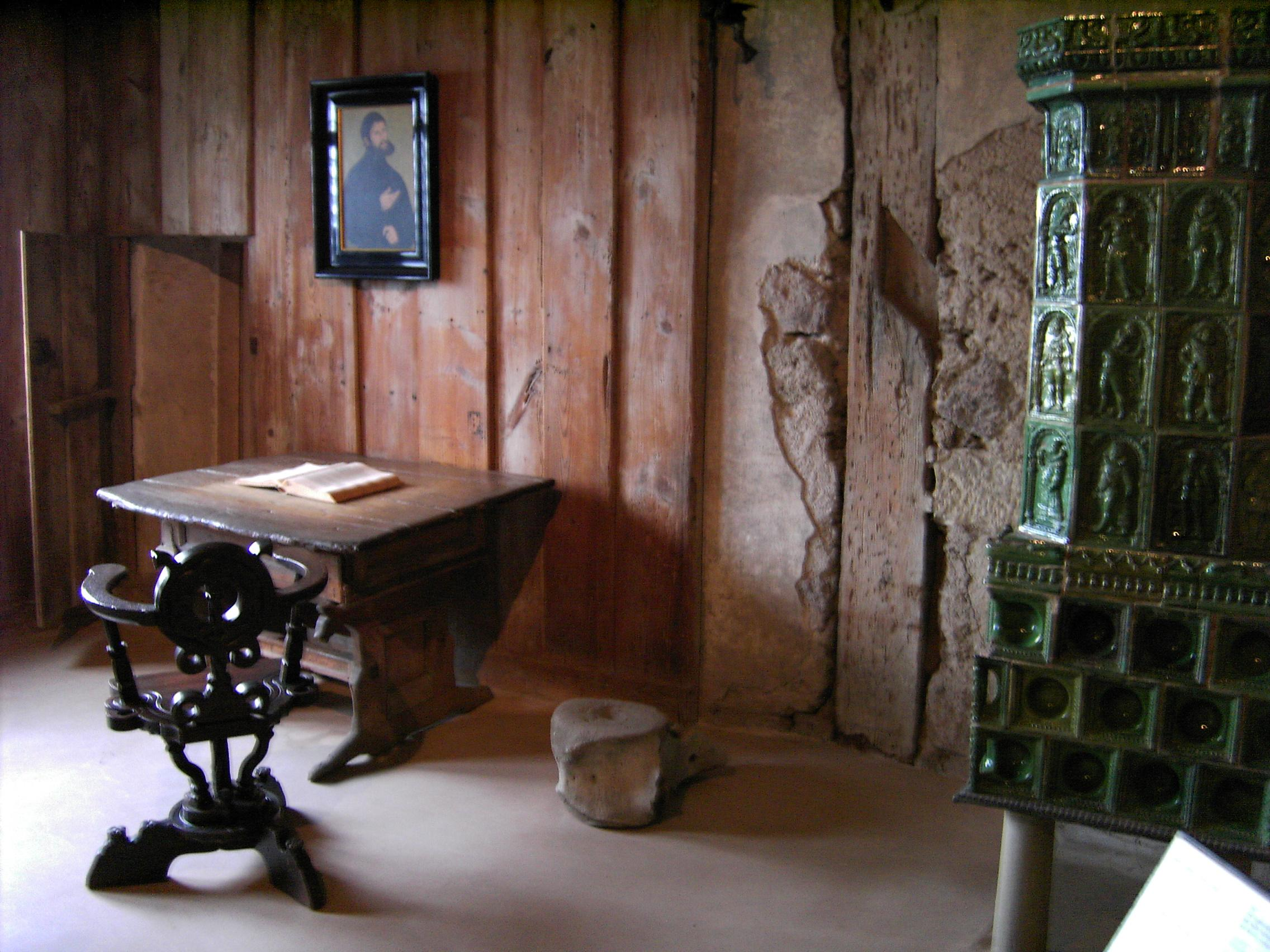
Camera în care a locuit Luther

Wartburg (Turingia, Germania, altitudine 441 m), este un castel a cărui construcție a fost începută în anul 1067 de Ludovic Săritorul. În anul 1999 a fost înscris în patrimoniul mondial UNESCO.
Castelul, care se află în apropiere de localitatea Eisenach, a fost locuit de Elisabeta de Turingia până în 1228. După ce soțul ei, contele Ludovic al IV-lea de Turingia, a murit în luptă, Elisabeta și-a dedicat viața și averea ajutorării săracilor și bolnavilor.
În acest castel principele elector Frederic al III-lea de Saxonia l-a ascuns pe Martin Luther, sub pseudonimul „Cavalerul George”, pentru a-l scăpa de pedeapsă. Cât timp a stat acolo Martin Luther a început să traducă Noul Testament în limba germană.